# Erlöserkirche (Graz-Liebenau)

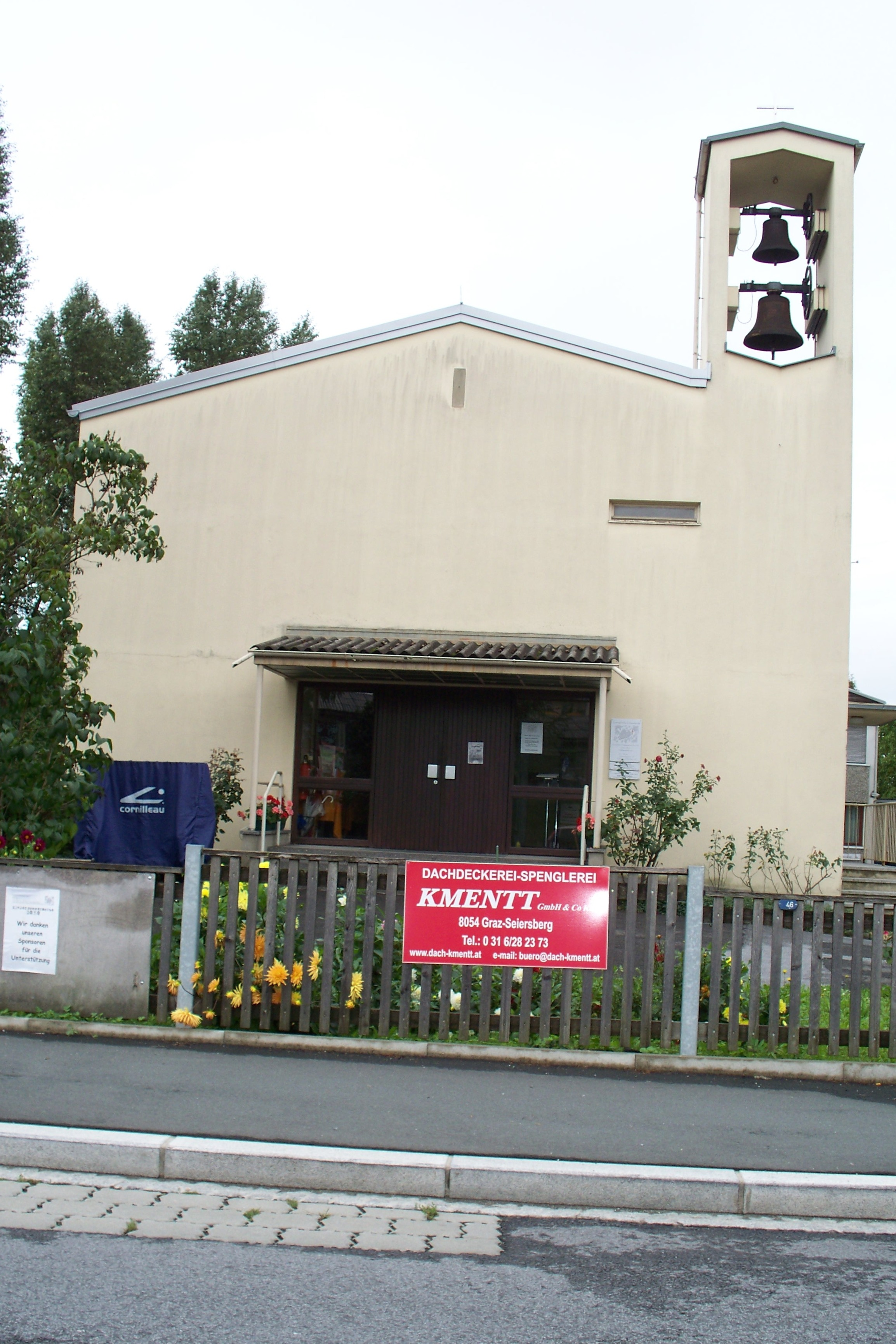
Erlöserkirche (2010)

Die Erlöserkirche (ⓘ) ist ein evangelisch-lutherisches Kirchengebäude im siebten Grazer Gemeindebezirk Liebenau. Sie gehört der Evangelischen Tochtergemeinde Graz-Liebenau in der Superintendentur Steiermark der Evangelischen Kirche A. B. in Österreich.
In den 1950er Jahren entwickelte sich in Liebenau ein eigener evangelischer Sprengel. Man entschloss sich deshalb zum Bau einer eigenen Kirche und beauftragte 1959 den Architekten Ferdinand Schuster mit Planung und Ausführung des Baus. Das Sakralgebäude ist im Stil der klassischen Moderne errichtet und wegen des Glockenträgers und des Pultdaches als Kirche erkennbar. Der kubische Raum ist einfach und funktional gestaltet und besitzt quadratische Fenster. Die Kirche wurde 1963 fertiggestellt und ebenfalls nach den Plänen Schusters wurde 1968 ein Pfarrhaus errichtet.
Vor seiner Wahl zum Superintendenten der Evangelischen Superintendentur A. B. Steiermark im Jahr 1983 war Günter Matthias Rech als Pfarrer an der Erlöserkirche tätig.